# 竹枝毛兰
竹枝毛兰（学名：Eria paniculata），为兰科毛兰属下的一个植物种。